# Ideoblothrus woodi
Ideoblothrus woodi es una especie de arácnido del orden Pseudoscorpionida de la familia Syarinidae.

## Distribución geográfica
Se encuentra en el oeste de Australia.